# Shining Soul
Shining Soul est un action RPG sorti sur Game Boy Advance, développé par Nex Entertainment et Grasshopper Manufacture, et édité par Sega. Ce jeu fait partie de la série Shining.
Il est possible d'incarner quatre types de classes : archer, guerrier, magicien et dragonien. Le principe du jeu est basé sur le Porte-monstre-trésor.

## Accueil
- Jeuxvideo.com : 15/20[1]